# Сенжье, Эдгар
Эдгар Сенжье (фр. Edgar Sengier, полное имя Edgar Edouard Bernard Sengier; 1879—1963) — бельгийский горный инженер и промышленник.
Первый иностранец, удостоенный американской медали «За заслуги».

## Биография
Родился 9 октября 1879 года в городе Кортрейк.
В 1903 году получил высшее образование по специальности горный инженер, окончив Левенский университет. С 1911 года работал в компании Union Minière du Haut-Katanga (UMHK), когда она начинала разработку медных рудников в провинции Катанга в Бельгийском Конго. Компания находилась в совместном владении бельгийской инвестиционной компании Société Générale de Belgique и правительства Бельгийского Конго.
Перед Второй мировой войной, в мае 1939 года, Сенжье, тогдашний директор Société Générale и UMHK, будучи в Англии в гостях у Стоунхэвена — члена правления Union Minière, узнал о потенциале добываемого урана от английского химика сэра Генри Тизарда, который рассказал ему, что добывает и хранит Эдгар, и что может случиться, если эта руда попадёт в руки возможного врага. Вскоре после этого к Эдгару Сенжье обратилась группа французских ученых во главе с Фредериком Жолио-Кюри, который спросил, не желает ли промышленник участвовать в усилиях учёных по созданию атомной бомбы. Хотя Сенжье согласился предоставить необходимое количество руды, этот проект провалился, когда Франция была оккупирована Германией.
Уран был обнаружен на руднике Шинколобве ещё в 1915 году, но его добыча началась только в 1921 году. Руда из Шинколобве была очень богатой (она содержала до 65 % урана). В сентябре 1940 года Эдгар Сенжье приказал, чтобы половина имеющихся в Африке запасов урана — около 1050 тонн — была тайно отправлена в Нью-Йорк. Руда хранилась на складе в Статен-Айленде. В Нью-Йорк также была перенесена штаб-квартира UMHK с Сенжье во главе.
Осенью 1942 года глава Манхэттенского проекта генерал Лесли Гровс приказал своему подчинённому — подполковнику Кеннету Николсу встретиться с Эдгаром Сенжье и узнать у него, может ли компания Union Minière поставлять урановую руду в США. Каково было удивление Николса, когда он узнал от Сенжье о наличии большого количества урановой руды, находящейся совсем рядом — в Нью-Йорке. В результате заключенного договора запасы на Статен-Айленде были переданы армии Соединенных Штатов. Как писал впоследствии в своей книге 1987 года «The Road to Trinity» Кеннет Николс, без дальновидности Сенжье в отношении складирования руды в Соединенных Штатах, у США просто не было бы количества урана, необходимого для оправдания строительства крупных сепараторов и плутониевых реакторов.
Эдгар Сенжье работал директором Société Générale и Union Minière до 1949 года, затем оставался в административном совете компании до 1960 года, прежде чем уйти на пенсию в Каннах, где умер 26 июля 1963 года.
Американский журналист и писатель Джон Гюнтер упоминает об Эдгаре Сенжье в своей книге «Inside Africa» (1955). В честь Сенжье назван радиоактивный минерал Сенжьерит, обнаруженный в Конго в 1948 году.

## Заслуги
Несмотря на официальное признание и заслуги, Сенжье был доволен тем, что оставался неизвестным, хранил свою анонимность.
В числе его наград были:
- бельгийские
  - Орден Короны (командор)

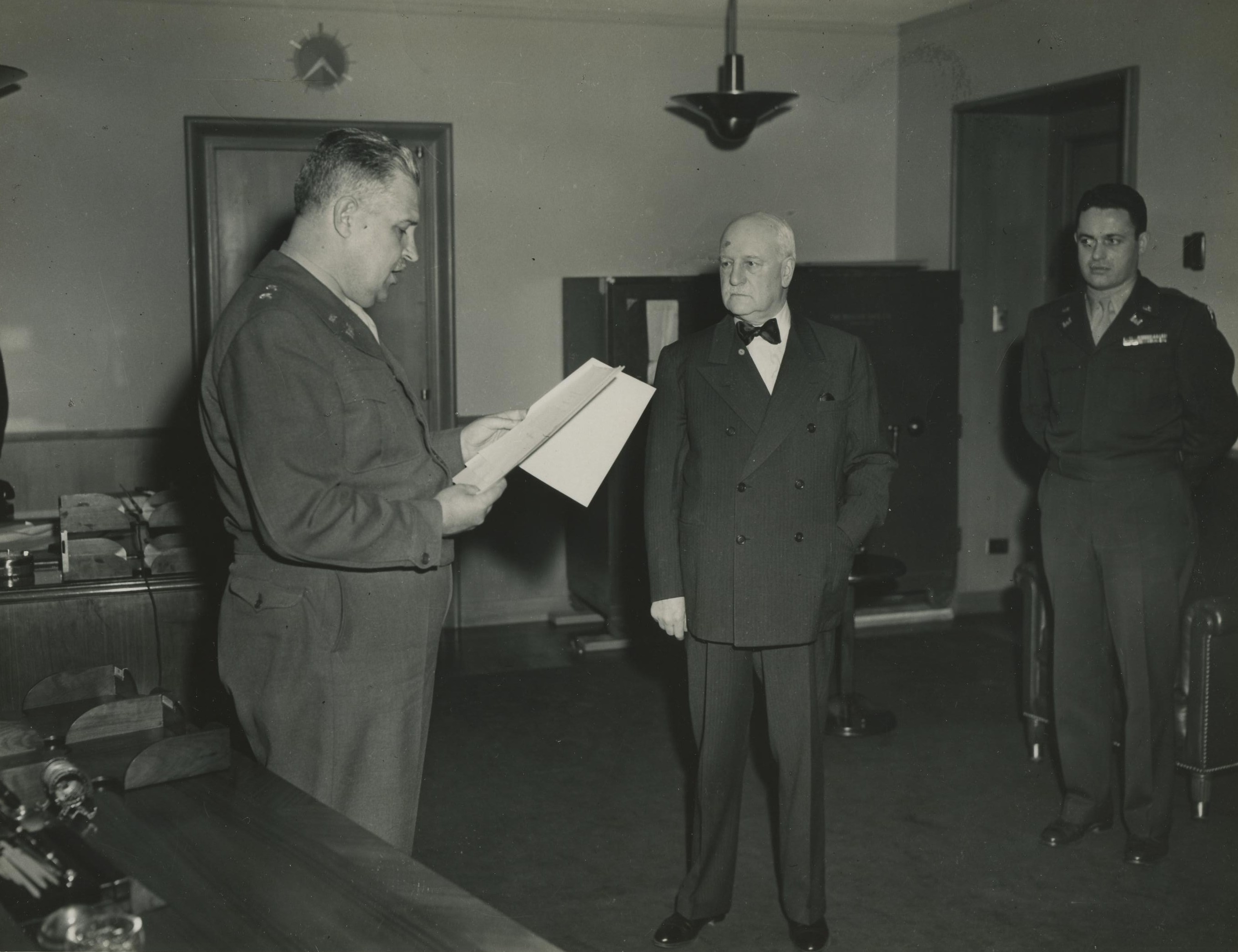
Получение американской медали за заслуги, 1946

  - Королевский орден Льва (гранд-офицер)
  - Орден Леопольда I (офицер)
  - Орден Африканской звезды (офицер)
  - Серебряная медаль бельгийской благодарности
- иностранные
  - Орден Почётного легиона (командор)
  - Медаль французской благодарности
  - Орден Дубовой короны (командор)
  - Орден Звезды Румынии (командор)
  - Орден Вазы (командор)
  - Орден Британской империи (рыцарь-командор)
  - Медаль «За заслуги»